# Districte de Pithiviers
El Districte de Pithiviers és un dels tres districtes amb què es divideix el departament del Loiret, a la regió del Centre-Vall del Loira. Té 5 cantons i 86 municipis. El cap del districte és la sotsprefectura de Pithiviers.

## Cantons
cantó de Beaune-la-Rolande - cantó de Malesherbes - cantó d'Outarville - cantó de Pithiviers - cantó de Puiseaux